# Æscwine (roi du Wessex)
Pour les articles homonymes, voir Æscwine.
Æscwine est roi du Wessex de 674 à sa mort en 676.

## Biographie
La Chronique anglo-saxonne décrit Æscwine comme étant le fils de Cenfus, fils de Cenfrith, fils de Cuthgils, fils de Ceolwulf, fils de Cynric, fils de Cerdic, fondateur légendaire du royaume des Ouest-Saxons.
Son règne s'inscrit dans une période confuse de l'histoire du Wessex. Dans son Histoire ecclésiastique du peuple anglais, le moine northumbrien Bède le Vénérable affirme qu'à la mort de Cenwalh, en 672 ou 673, « les vassaux s'emparèrent du royaume de ce peuple et se le partagèrent entre eux » pendant une décennie entière. Néanmoins, les listes royales du Wessex présentent une succession bien ordonnée de souverains dans laquelle Æscwine règne deux ou trois ans, soit après la reine Seaxburh, soit après son père Cenfus, et avant Centwine, descendant d'une autre lignée issue de Cynric,.
La Chronique anglo-saxonne rapporte un événement notable survenu durant le court règne d'Æscwine. En 675, il livre bataille contre Wulfhere de Mercie à Biedanheafde, un lieu non identifié. L'issue de cet affrontement n'est pas précisée, mais Wulfhere meurt plus tard la même année et son successeur Æthelred ne parvient pas à préserver l'hégémonie mercienne sur le Sud de l'Angleterre.